# Dichotomius bechynei
Dichotomius bechynei är en skalbaggsart som beskrevs av Martinez 1973. Dichotomius bechynei ingår i släktet Dichotomius och familjen bladhorningar. Inga underarter finns listade i Catalogue of Life.